# Pleustes medius
Pleustes medius är en kräftdjursart. Pleustes medius ingår i släktet Pleustes och familjen Pleustidae. Inga underarter finns listade i Catalogue of Life.